# Юрбаркас
Ю́рбаркас (лит. Jurbarkas, официальное название до 1917 года — Юрбург) — город на западе Литвы, административный центр самоуправления Юрбаркского района Таурагского уезда.

## Положение и общая характеристика
Расположен на правом берегу реки Неман (лит. Nemunas), в 45 км Таураге. Производство стройматериалов, молочных продуктов, обработка льна. Мемориальный музей скульптора Винцаса Грибаса. Самый длинный мост через Неман, соединяющий Юрбаркас с Шакяйским районом на левом берегу реки.

## История
Согласно «Хронике» Петра Дусбурга, новый ливонский магистр Тевтонского ордена Буркхард фон Хорнхаузен (нем. Burkhard von Hornhausen) повелел, чтобы при равных затратах сил и средств братьев из Ливонии и Пруссии в 1259 году «был сооружён замок в земле Карсовии, на горе Святого Георгия, что было тогда крайне необходимо для упрочения веры христианской. Когда он был построен, для охраны упомянутого замка были оставлены благочестивые люди, отменные воины, братья и оруженосцы из Пруссии и Ливонии».
После поражения крестоносцев в битве при Дурбе (1260) крепость была разрушена и затем вновь восстановлена в 1336. С XIV века Юргенбург стал королевским имением. В 1611 году образовавшееся рядом с имением местечко получило магдебургские права.

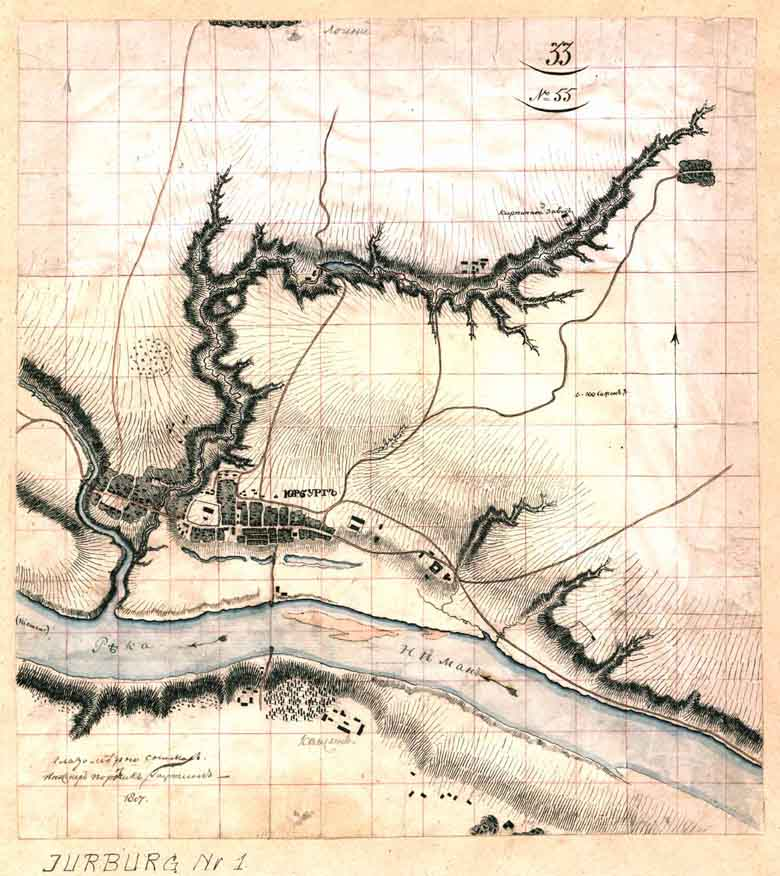
Юрбург на карте 1807 года.

После 1795 года Екатерина II подарила имение своему фавориту Платону Зубову. В 1840 имение стало собственностью императорского двора. В 1846 царь Николай I Павлович пожаловал имение князю И. В. Васильчикову. С тех пор до начала Первой мировой войны имением владело семейство Васильчиковых. Ныне в парке бывшего имения действует музей.
До образования Ковенской губернии Юрбаркас был заштатным городом Виленской губернии.
В ходе Второй мировой войны город был оккупирован немецкими войсками Группы армий «Север» 23 июня 1941 года. Освобождён 1 августа 1944 года войсками 3-го Белорусского фронта в ходе Каунасской операции.
В 1918—1947 Юрбаркас — волостной центр Расейняйского уезда, в 1947—1950 уездный, с 1950 районный центр Литовской ССР.

## Персоналии
- Родился Илья Фейнберг (1905—1979), русский советский литературовед, пушкинист.
- В Юрбаркасе в 2003 году был похоронен известный российский и литовский путешественник, яхтсмен Зигмас Жилайтис.

## Население
| 1885    | 1904    | 1923    | 1959    | 1970    | 1979    | 1989    | 2001    | 2001    | 2002    | 2003    | 2004    |
| ------- | ------- | ------- | ------- | ------- | ------- | ------- | ------- | ------- | ------- | ------- | ------- |
| 2869    | ↗6490   | ↘4409   | ↗4412   | ↗6575   | ↗10 793 | ↗14 364 | ↘13 792 | ↗13 797 | ↘13 600 | ↘13 489 | ↘13 305 |
| 2005    | 2005    | 2006    | 2006    | 2007    | 2007    | 2008    | 2008    | 2009    | 2009    | 2010    | 2010    |
| ↗13 625 | ↘13 101 | ↘12 756 | ↗13 522 | ↘12 478 | ↗13 364 | ↘13 307 | ↘12 299 | ↘12 033 | ↗13 115 | ↘12 968 | ↘11 778 |
| 2011    | 2011    | 2012    | 2013    | 2014    | 2015    | 2016    | 2017    | 2018    | 2019    | 2020    | 2021    |
| ↘11 232 | ↗11 293 | ↘11 075 | ↘10 944 | ↘10 878 | ↘10 747 | ↘10 609 | ↘10 358 | ↘10 079 | ↘9846   | ↘9720   | ↗10 186 |
| 2022    | 2023    |         |         |         |         |         |         |         |         |         |         |
| ↘10 051 | ↗10 571 |         |         |         |         |         |         |         |         |         |         |

В 1990 было 14, 6 тыс. жителей, на начало 2004 — 13 790 человек. Ныне население составляет 12 972 жителя (2010).

## Почетные граждане города
- Усачёв, Захарий Никитович (1897—1982) — советский военачальник, генерал-майор.

## Название
Название города восходит к немецкому названию крепости Георгенбург (нем. Georgenburg, Крепость Св. Георгия), основанной крестоносцами в 1259. В речи местных жителей оно превратилось в Юргенборг (Jurgenborg), а затем и в Юрбаркас.

## Герб
Герб вместе с магдебургскими правами предоставил в 1611 году король польский и великий князь литовский Сигизмунд III (Сигизмунд Ваза). Герб изображает три белых лилии на красном геральдическом щите.

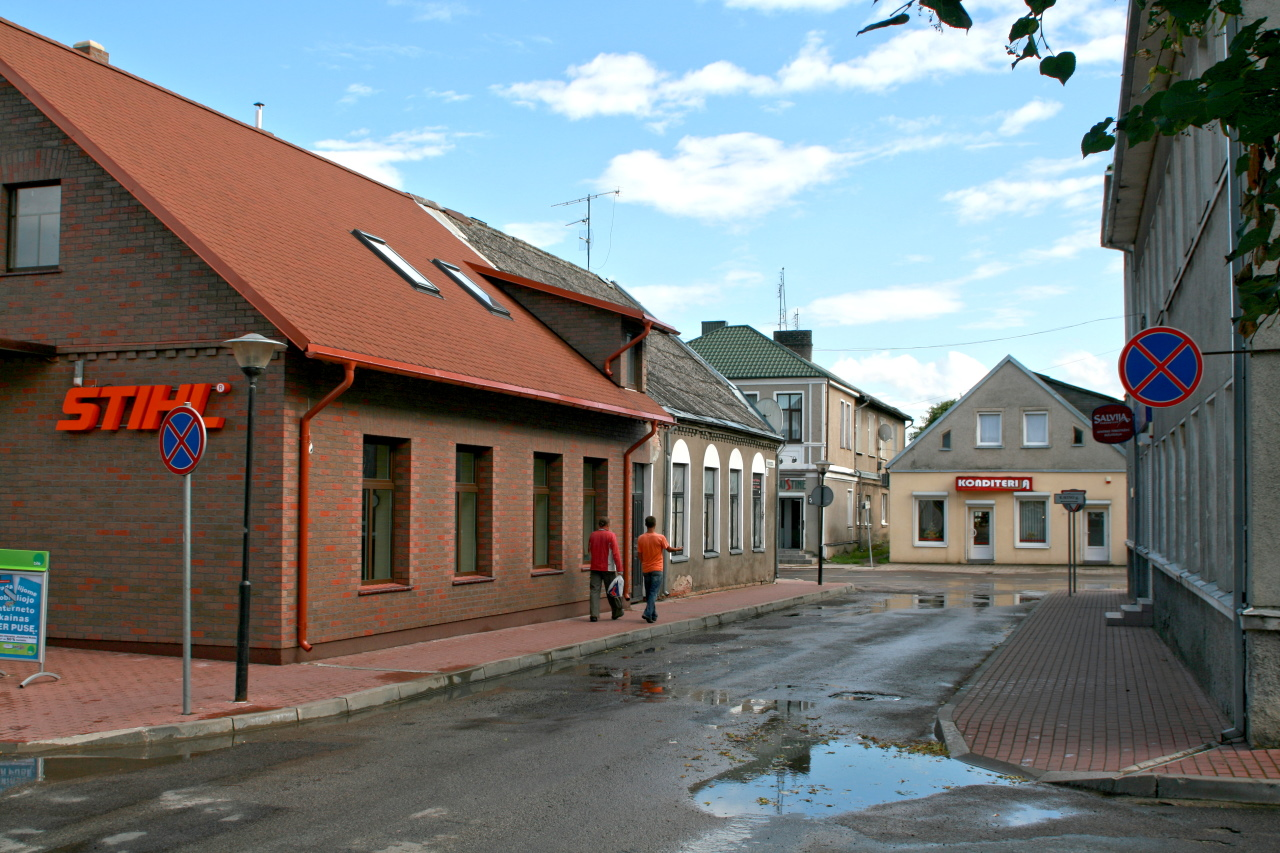
Улица Витауто
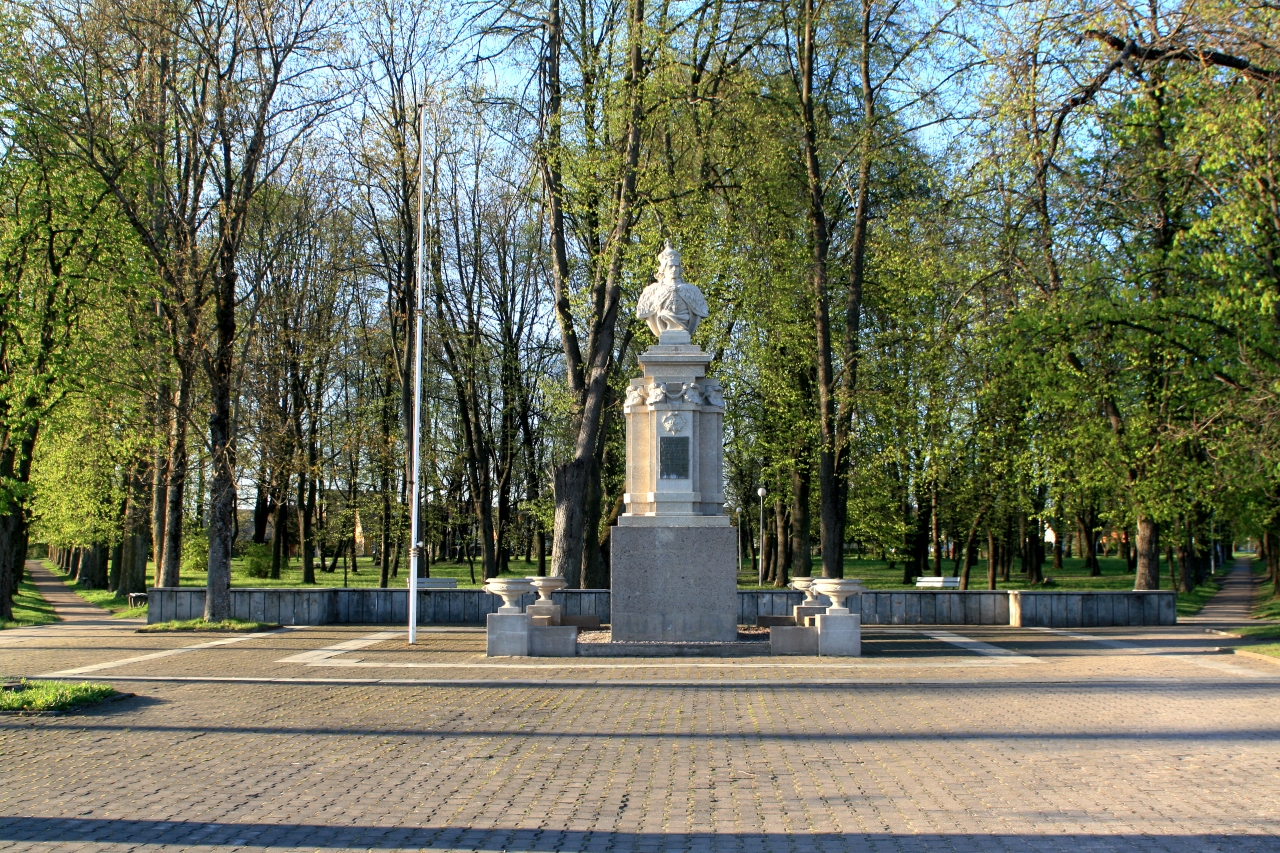
Памятник Витовту
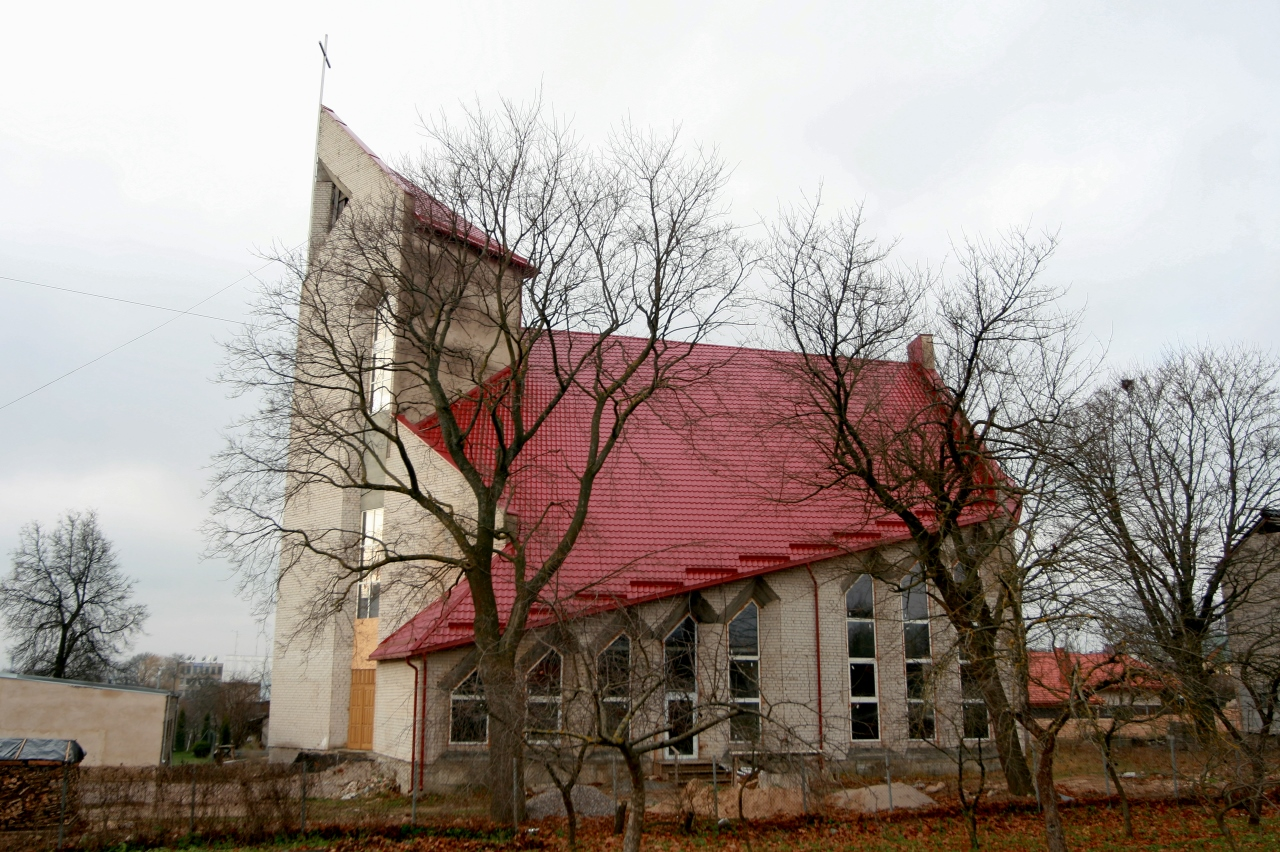
Евангелическо-лютеранская церковь им. Кристионаса Донелайтиса
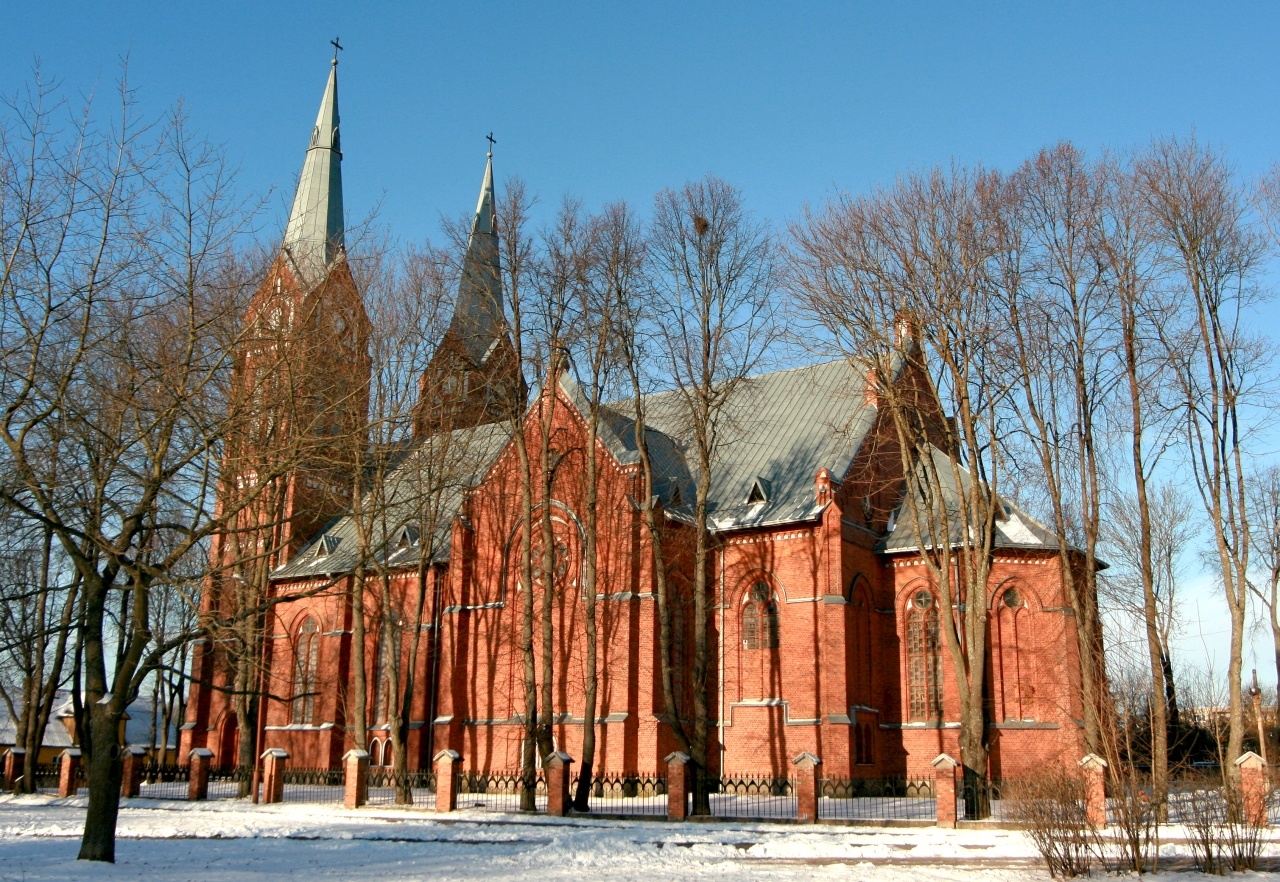
Католическая церковь Св. Троицы
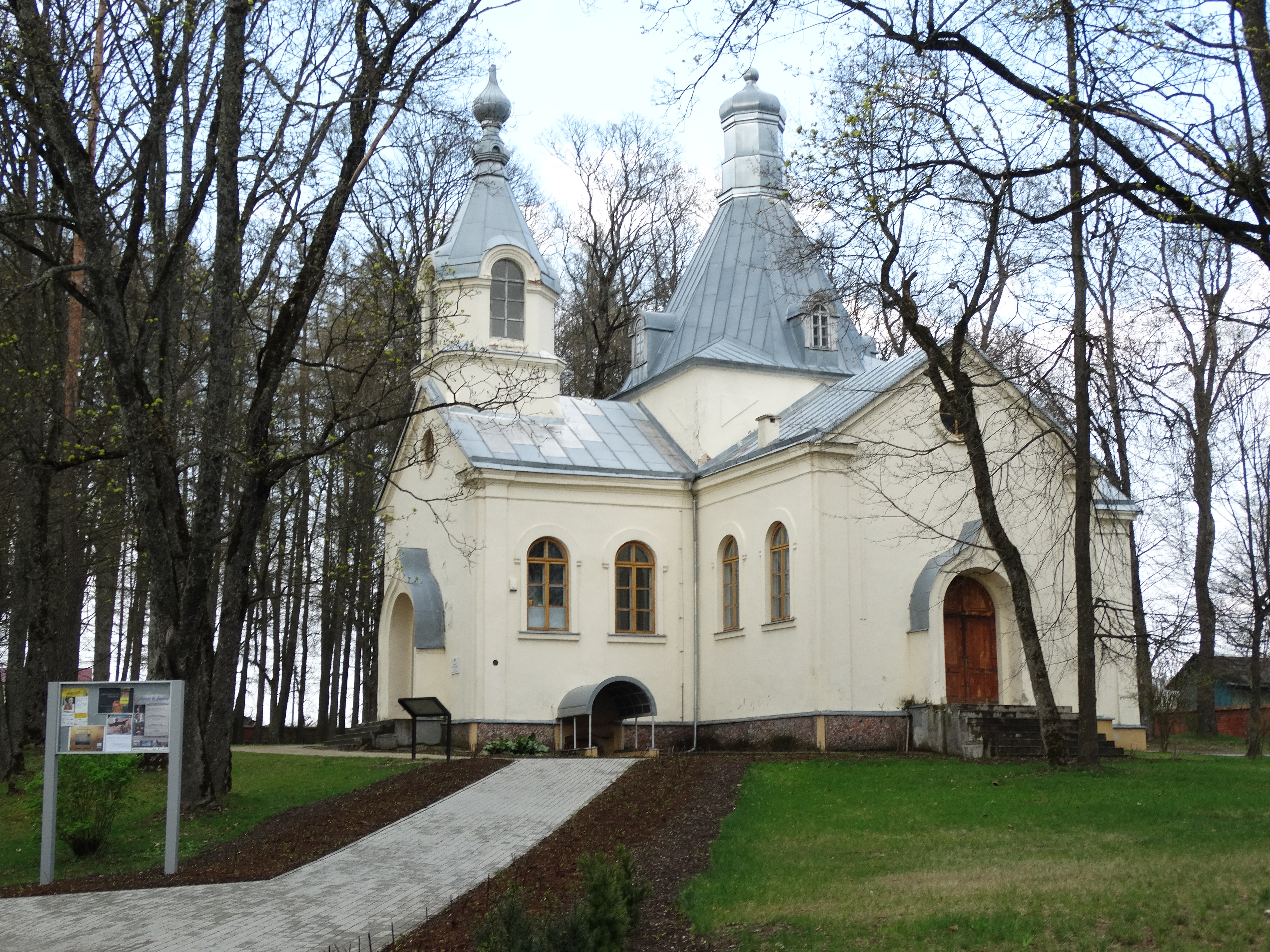
Бывшая церковь Преображения Христа (теперь зал для концертов и выставки)